# Treehouse of Horror VI
L'episodi Treehouse of Horror VI [Casa de l'arbre del terror VI] és el sisè episodi de la setena temporada de la sèrie Els Simpson i el sisè episodi de la sèrie Treehouse of Horror [Casa de l'arbre del terror]. Es va emetre per primera vegada a la cadena Fox als Estats Units el 29 d'octubre de 1995 i consta de tres parts independents. A Attack of the 50-Foot Eyesores [L'atac dels monstres de 15 metres] una tempesta iònica dona vida als personatges dels anuncis i dels cartells gegants de Springfield i comencen a atacar la ciutat. La segona part, Nightmare on Evergreen Terrace [Malson a Evergreen Terrace], és una paròdia de la sèrie de pel·lícules Malson a Elm Street, on Willie l'escocès (que s'assembla a Freddy Krueger) ataca els escolars quan dormen. A la tercera i última part, Homer³ [Homer al cub], Homer es troba atrapat en un món tridimensional. Es va inspirar en l'episodi La nena perduda de la sèrie La dimensió desconeguda. Aquestes tres parts van ser escrites per John Swartzwelder, Steve Tompkins i David S. Cohen respectivament.
Una versió editada de Homer³ apareixeria juntament amb altres curts a la pel·lícula recopilatòria nord-americana de l'any 2000 Cyberworld 3D, projectada en IMAX i en IMAX 3D.
La primera versió de l'episodi era molt llarga, de manera que presentava una seqüència d'obertura molt curta i no incloïa diverses marques comercials establertes en episodis anteriors de Treehouse of Horror. Homer³, presentat pel productor executiu Bill Oakley, inclou animació tridimensional per ordinador proporcionada per Pacific Data Images (PDI). A l'escena final de l'episodi, Homer és enviat al món real, a la primera escena d'acció en viu de Els Simpson. Attack of the 50-Foot Eyesores inclou un "cameo" del cantant Paul Anka, que canta la cançó Just Don't Look.
En la seva emissió original, l'episodi va ser vist per 22,9 milions d'espectadors, va obtenir una puntuació 12,9 a Nielsen, quedant 21è a la classificació setmanal i va ser el programa més ben valorat de la cadena Fox la setmana de la seva emissió. L'any 1996, Homer³ va rebre el Gran Premi del Festival Internacional d'Animació d'Ottawa i l'episodi va ser nominat al Primetime Emmy Award a la categoria "Programa animat excepcional (per a programes de menys d'una hora)".

## Argument

### Attack of the 50-Foot Eyesores [L'atac dels monstres de 15 metres]
Homer va a Lard Lad Donuts per comprar un "dònut colossal". En adonar-se que el dònut colossal és el nom del dònut que porta el personatge de Lard Lad i que aquesta mida no existeix realment, denúncia la botiga i promet que aconseguirà un dònut colossal. Aquella mateixa nit roba el dònut gegant de l'estàtua de Lard Lad que hi ha davant de la botiga. Enmig d'una tempesta insòlita, en Llard Lad i les altres estàtues gegants de publicitat cobren vida per terroritzar Springfield. Davant la insistència de la Marge, Homer retorna el dònut a Lard Lad, però això no atura les destrosses que causen en Lard Lad i els seus amics. Lisa va a visitar l'agència de publicitat que va crear aquests personatges publicitaris i un dels directors suggereix que el què han de fer els ciutadans és deixar de parar atenció als monstres, perquè forma part del truc publicitari i l'atenció és just el que els motiva. Li suggereix que faci una cançoneta publicitària, que ajudarà a distreure la gent dels monstres. Lisa i Paul Anka, més tard, toquen una cançó encomanadissa i els ciutadans de Springfield deixen de mirar els monstres, que perden els seus poders i es tornen indefensos.

## Nightmare on Evergreen Terrace [Malson a Evergreen Terrace]
Bart té un malson on Willie ve a matar-lo. Li fa talls amb un rastell i les ferides segueixen al seu cos quan es desperta. Molts altres estudiants de l'escola primària de Springfield també diuen que van ser terroritzats per Willie durant els seus malsons. Quan els estudiants fan un examen, el Martin (que l'havia acabat el primer) s'adorm i Willie l'escanya fins a matar-lo al seu malson. Llavors es desperta i també mor al món real. Bart i Lisa expliquen l'incident a la Marge i ella explica que el Willie va morir mentre els pares dels estudiants miraven i no hi feien res. Bart, Lisa i Maggie intenten no adormir-se durant diversos dies, però finalment Bart decideix anar a dormir i lluitar contra Willie en el seu somni. Bart s'adorm i intenta trobar Willie, que apareix en forma d'una tallagespa. Bart se les manega per llençar Willie a un terreny que conté arenes movedisses on Willie s'hi acaba enfonsant. Però Willie es recupera i es converteix en una aranya gegant en forma de gaita escocesa i està a punt de matar Bart i Lisa, que també ha entrat al seu malson després d'haver-se adormit. De sobte, la Maggie apareix a l'escena i utilitza el seu xumet per taponar la vàlvula que hi ha sobre el cos d'aranya de Willie, que acaba explotant. Els nens Simpson es desperten i, tot i estar contents de ser vius, a Lisa li fa por encara que Willie encara sigui per allà a prop. Al final resulta que un Willie fresc com una rosa surt d'un autobús i intenta espantar els nens, però acaba perseguint l'autobús mig descalç quan s'adona que s'ha descuidat la pistola al seient de l'autobús.

### Homer³ [Homer al cub]
Patty i Selma visiten els Simpson, cosa que porta Bart, Lisa, i fins i tot les seves mascotes a intentar amagar-se d'elles i, per tant, no deixen lloc per amagar-se al Homer. Desesperat per evitar les germanes de la seva dona, s'amaga darrere un armari i entra en un misteriós món en el qual tot està en 3D. Homer explora aquesta àrea tan peculiar i s'adona que hi està atrapat (la Marge i els altres només poden sentir la seva veu). Intenta ajudar-los, però els seus intents per escatar-lo són infructuosos.
Després que una figura en forma cònica el colpegi, Homer el llença a terra i perfora accidentalment el teixit del continu espaitemps, fent que s'enfonsi en un forat a terra que amenaça amb engolir Homer i la resta de la dimensió en un forat negre. Bart pren el comandament i entra a la tercera dimensió per salvar Homer. Bart no el pot ajudar, però, i l'univers es va desplomant pel forat. Bart torna a entrar a la casa i la Marge està trista perquè el seu marit se n'ha anat. El reverend Lovejoy intenta consolar-la dient que ha anat a "un lloc millor". Homer, d'alguna manera, és enviat al món real, aterrant en un contenidor de brossa de Sherman Oaks (un barri de la ciutat de Los Angeles). Camina espantat per la zona mentre la gent el mira, però després se li oblida tot quan troba una botiga de pastissos eròtics.

## Producció

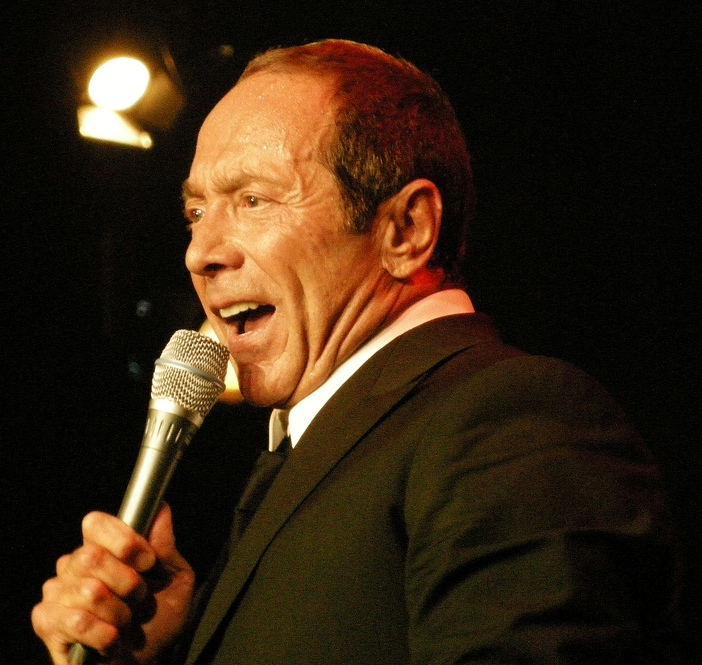
Paul Anka fa una aparició com a convidat en aquest capítol. Havia escrit prèviament una carta d'agraïment als productors per esmentar-lo a un capítol previ.

Treehouse of horror VI va ser el primer dels dos episodis de terror que van ser produïts per Bill Oakley i Josh Weinstein. L'episodi era "tan llarg" perquè, segons ell, "aquests tres blocs són històries molt complexes […] i és difícil encaixar tres històries completes en 21 minuts". A causa de la durada, l'episodi va comptar amb una seqüència d'obertura molt curta i no va incloure diverses marques que sí que apareixen en episodis previs de Treehouse of Horror com ara l'avís de la Marge o els resums. El primer bloc, Attack of the 50-Foot Eyesores, va ser escrit per John Swartzwelder, que anteriorment havia treballat en una agència de publicitat.
Nightmare on Evergreen Terrace va ser escrit per Steve Tompkins i el David X. Cohen el va descriure com a "un dels [blocs] més terrorífics". Homer³ va ser escrita per Cohen, tot i que la idea va ser d'Oakley. La idea original era que Homer visitaria diverses dimensions, incloent-hi una on tot estava fet de retalls de paper, però al final van decidir que seria massa complicat. L'episodi inclou un "cameo" de Paul Anka, que canta la cançó "Just Don't Look". Anka va ser esmentat breument per la Marge a l'episodi Grampa vs. Sexual Inadequacy [L”avi contra la impotència sexual]. Com a resposta, Paul Anka va enviar una carta als productors on els va donar les gràcies per la menció. Després de rebre la carta, van decidir demanar-li que hi participés com a artista convidat. Segons David Mirkin, va intentar aconseguir que Al Gore participés a l'episodi, però els productors no van rebre cap resposta a la seva petició. "Hi va haver un silenci sepulcral", va dir Mirkin. Va afegir que "si el vicepresident decidís acceptar ara aquesta oferta de participació a l'episodi, ja seria massa tard [... ] Va perdre la seva oportunitat."
A l'escena final de l'episodi, Homer és enviat al món real, a la primera escena d'acció en viu de Els Simpson. Va ser filmat a Ventura Boulevard a Studio City i dirigit per David Mirkin, qui més tard va dir que la Fox "no els podia haver recolzat menys" perquè pensaven que seria massa car. L'escena implica una filmació amb grua que es tira enrere quan es mostren els títols de crèdit. La Fox va permetre a Mirkin fer servir una grua per al final. L'escena va ser filmada en un passeig amb la grua al carrer i Mirkin no va ser capaç de detenir completament el trànsit per a la filmació. A causa d'això, quan la càmera grava al seu voltant, es pot veure una filera de cotxes al carrer. Mirkin també va quedar decebut per la qualitat de la panoràmica, culpant de nou la manca de suport de la Fox i la seva incapacitat per aturar el trànsit.

### Animació
Una gran part de Homer³ és en tres dimensions i està feta amb animació per ordinador. El director de supervisió David Silverman pretenia fer alguna cosa millor que l'animació per ordinador utilitzada al vídeo musical "Money for Nothing" dels Dire Straits. L'animació va ser proporcionada per Pacific Data Images (PDI) i supervisada pel Tim Johnston. Els animadors de PDI van col·laborar molt estretament amb els animadors habituals dels Simpsons i van treballar dur per no "tornar a inventar el(s) personatge(s)". Els animadors van agafar el guió il·lustrat i van ensenyar els animadors de PDI com haurien manipulat ells les escenes. Mentre es dissenyava el model 3D de Bart, els animadors no sabien com dissenyar-li els cabells. Però es van adonar que hi havia ninos de vinil de Bart en producció i van comprar-ne un per utilitzar-lo com a model. Una de les parts més difícils per als animadors de PDI va ser fer que Homer i Bart es moguessin correctament sense fer-los semblar robòtics. Una de les filmacions clau d'aquest bloc va ser quan Homer passa cap al món 3D i les seves transicions de disseny en 3D. El productor executiu Bill Oakley, considera que l'escena era la "que costava més diners" i li va costar molt comunicar la seva idea als animadors. Una versió editada de Homer³ apareixeria juntament amb altres curts a la pel·lícula recopilatòria nord-americana de l'any 2000 Cyberworld 3D, projectada als cinemes IMAX i a IMAX 3D.

## Bromes de fons
Es van incloure diverses bromes a Homer³. Els animadors de PDI van incloure una tetera de Utah, que va ser el primer objecte que es renderitzarà en 3D, i els números 734 (que al teclat d'un telèfon es corresponen amb les lletres PDI). També s'hi inclouen nombroses equacions matemàtiques en segon pla. Una de les equacions que apareix és 178212 + 184112=192212. Tot i que sembla una fórmula falsa, sembla ser certa quan es posa a prova en una calculadora típica amb 10 dígits de precisió. La resposta és incorrecta per aproximadament 0,7 nonil·lions. Si fos cert, demostraria l'últim teorema de Fermat, que acabava de provar-se quan es va emetre aquest episodi per primera vegada. Cohen va generar aquest "accident de Fermat" gairebé cert amb un programa d'ordinador. Altres equacions que hi apareixen són la identitat d'Euler i P=NP, que és una referència al problema P contra NP, i que contradiu la creença generalitzada de que P ≠ NP. El codi 46 72 69 6E 6B 20 72 75 6C 65 73 21 és una cadena de nombres hexadecimals que, quan s'interpreten com a codis ASCII, es poden descodificar com a "Frink rules!" [en Frink sí que en sap!]. Hi ha un senyal amb x, y, i z, i moltes formes bàsiques típiques de l'animació 3D per tota la pantalla. Mentre deambula, Homer passa per un edifici idèntic a la biblioteca del videojoc de 1993 Myst, escena que es completa amb un homenatge musical a la banda sonora del joc.